# Yves Rolland (militaire)
Cet article concerne le militaire et Compagnon de la Libération. Pour le Haut fonctionnaire français, voir Yves Rolland.
Pour les articles homonymes, voir Rolland.
Yves Rolland, né le 16 juillet 1909 à Quimper et mort dans cette même ville le 17 juillet 1994, est un militaire et résistant français, Compagnon de la Libération. 

## Biographie

### Jeunesse et engagement
Yves Rolland naît à Quimper le 16 juillet 1909, d'un père employé de lycée et d'une mère ménagère. D'abord ouvrier de constructions navales, il décide ensuite de s'engager dans l'armée et est incorporé au 8e régiment de tirailleurs sénégalais en janvier 1928. Promu caporal en novembre suivant, il effectue un séjour de deux ans au Levant de 1929 à 1931 et est promu sergent. En 1933, il est affecté en Afrique-Occidentale française et, après une année passée à Dakar, il est muté en Mauritanie au sein du 7e régiment de tirailleurs sénégalais. Muté en octobre 1935 au 1er bataillon de tirailleurs sénégalais et promu sergent-chef en novembre 1937, il passe en août 1938 au Régiment de tirailleurs sénégalais du Tchad (RTST) au sein duquel il est affecté au groupe nomade du Kanem.

### Seconde Guerre mondiale
Toujours au RTST au moment où la guerre éclate, Yves Rolland passe du groupe nomade à la 17e compagnie et se trouve à Fort-Lamy lorsqu'il entend l'appel du 18 juin 1940. Sous l'égide du colonel Leclerc et de Jean Colonna d'Ornano, il se rallie à la France libre le 26 août, en même temps que son régiment et que la colonie du Tchad. Il rejoint alors la Colonne Leclerc où il est affecté au groupe nomade du Tibesti et est promu adjudant en avril 1941. Engagé dans la guerre du désert, il participe à la première campagne du Fezzan en février et mars 1942 puis à la campagne du Fezzan et de Tripolitaine de décembre 1942 à février 1943. Après la campagne de Tunisie, il participe à la constitution de la 2e division blindée et est affecté au Régiment de marche du Tchad (RMT). Après plusieurs mois de formation et d'entraînement, la division est envoyée en Angleterre en vue de débarquer en France.
Débarqué sur Utah Beach en août 1944, Yves Rolland s'illustre lors de la bataille de Normandie, notamment le 11 août lorsqu'il fait prisonnier cinq soldats allemands après avoir pris seul d'assaut la cave dans laquelle ils s'étaient retranchés,. Plus tard, lors de la Libération de Paris, il se porte seul au plus près d'un nid de mitrailleuse et élimine son tireur, permettant le passage de sa colonne. Il participe ensuite à la bataille des Vosges, à la libération de Strasbourg puis à la bataille d'Alsace. Le 22 janvier 1945, alors que son unité est chargée de la sécurisation du village de Kilstett, il permet la prise de 72 prisonniers et la destruction de quinze mitrailleuses lourdes et de deux chars. Cependant, il est grièvement blessé au jambes par des éclats d'obus et doit être évacué du front,.

### Après-Guerre
En août 1945, après plusieurs mois de convalescence, il reprend le service et est affecté à l'état-major du général de Gaulle. Il fait partie de la 39e compagnie de secrétaires d'état-major coloniaux de février 1946 à mai 1948 avant de partir pour l'Afrique-Équatoriale française où il est en poste à Bangui. Passé sous-lieutenant en mai 1949, il est muté à la Direction du service des matériels et bâtiments coloniaux. Il est promu lieutenant en avril 1951 et part pour l'Indochine où il est en poste à la Direction du Génie. De retour en métropole en 1955, il prend sa retraite militaire en avril 1955 et devient conducteur de travaux dans le secteur du bâtiment.
Yves Rolland meurt le 17 juillet 1994 dans sa ville natale et y est inhumé.

## Décorations
|  |  |  |  |  |  |  |  |  |
|  |  |  |  |  |  |  |  |  |
|  |  |  |  |  |  |  |  |  |
|  |  |  |  |  |  |  |  |  |

| Chevalier de la Légion d'Honneur                        | Chevalier de la Légion d'Honneur                        | Chevalier de la Légion d'Honneur                        | Compagnon de la Libération Par décret du 17 novembre 1945            | Compagnon de la Libération Par décret du 17 novembre 1945            | Compagnon de la Libération Par décret du 17 novembre 1945            | Médaille militaire                                                                                          | Médaille militaire                                                                                          | Médaille militaire                                                                                          |
| Croix de guerre 1939-1945                               | Croix de guerre 1939-1945                               | Croix de guerre 1939-1945                               | Médaille des blessés de guerre                                       | Médaille des blessés de guerre                                       | Médaille des blessés de guerre                                       | Médaille coloniale Avec agrafes "AFL", "Fezzan 42", "Fezzan-Tripolitaine 43", "Tunisie" et "Extrême-Orient" | Médaille coloniale Avec agrafes "AFL", "Fezzan 42", "Fezzan-Tripolitaine 43", "Tunisie" et "Extrême-Orient" | Médaille coloniale Avec agrafes "AFL", "Fezzan 42", "Fezzan-Tripolitaine 43", "Tunisie" et "Extrême-Orient" |
| Médaille commémorative française de la guerre 1939-1945 | Médaille commémorative française de la guerre 1939-1945 | Médaille commémorative française de la guerre 1939-1945 | Médaille commémorative des services volontaires dans la France libre | Médaille commémorative des services volontaires dans la France libre | Médaille commémorative des services volontaires dans la France libre | Médaille commémorative de la campagne d'Indochine                                                           | Médaille commémorative de la campagne d'Indochine                                                           | Médaille commémorative de la campagne d'Indochine                                                           |
| Officier de l'Ordre de l'Étoile noire                   |                                                         |                                                         |                                                                      |                                                                      |                                                                      | | | |

## Hommages
- Dans sa Bretagne natale, des rues ont été baptisées en son honneur dans les communes de Ploërmel, Loperhet et Saint-Quay-Perros[5],[6],[7].